# Dekanat Porąbka Uszewska
Dekanat Porąbka Uszewska – dekanat wchodzący w skład diecezji tarnowskiej.
Dziekanem dekanatu jest ks. mgr Józef Golonka (proboszcz parafii Porąbka Uszewska), a wicedziekanem ks. mgr Paweł Bobrowski (proboszcz parafii Dębno).

## Parafie należące do dekanatu
W skład dekanatu wchodzą parafie:
- Biadoliny Radłowskie – Parafia Najświętszego Serca Jezusowego w Biadolinach Radłowskich
- Dębno – Parafia św. Małgorzaty
- Gwoździec – Parafia św. Katarzyny w Gwoźdźcu
- Jaworsko – Parafia św. Maksymiliana Marii Kolbego w Jaworsku
- Łoniowa – Parafia Matki Bożej Wspomożenia Wiernych w Łoniowej
- Łysa Góra – Parafia Matki Bożej Nieustającej Pomocy w Łysej Górze
- Niedźwiedza – Parafia Najświętszej Maryi Panny Królowej Polski w Niedźwiedzy
- Porąbka Uszewska – Parafia św. Andrzeja Apostoła w Porąbce Uszewskiej
- Sufczyn – Parafia Ducha Świętego w Sufczynie